# Hari Vansh Lal Poonja

Sri H. W. L. Poonja (/ˈpʊndʒə/), más conocido como "Poonjaji" o "Papaji" /ˈpɑːpɑːdʒi/  (Punyab, India británica, 13 de octubre de 1910 (o posterior) - Lucknow, India, 6 de septiembre de 1997), fue un sabio hinduista y jivanmukta (ser liberado) que  enseñó la autoindagación tal como fue promovida por Ramana Maharshi.

## Biografía

### Primeros años
H.W.L Poonja nació en Gujranwala en el oeste de Punyab, actualmente Pakistán, en una familia de brahmanes saraswat (subgrupo de la casta brahmán). Su madre era la hermana del maestro espiritual Swami Rama Tirtha.
A los ocho años de edad experimentó un estado de conciencia extraño:
“La experiencia fue tan abrumadora que paralizó mi capacidad para responder a todo estímulo externo. Durante aproximadamente una hora intentaron todo lo que se les ocurrió para traerme de vuelta a un estado de conciencia normal, pero todos sus intentos fracasaron.” }}
Su madre lo persuadió de que él podría recuperar esta experiencia mediante la devoción al dios hindú Krishna, por lo tanto, se entregó a esto y comenzó a tener visiones de Krishna.
De adulto, llevó una vida normal: se casó, crio a dos hijos y se incorporó al ejército británico, mientras que secretamente su amor por Krishna y sus visiones continuaron. Se obsesionó con el deseo de tener la experiencia de ver Krishna todo el tiempo. Repitió continuamente el nombre de Krishna (japa ) y viajó por toda la India pidiendo a los sabios si podrían ofrecerle la capacidad de producir el darshan de Krishna voluntariamente.

### Encuentro con Ramana Maharshi
Después de que todos sus intentos habían fracasado regresó con su familia a Lyallpur. Un sadhu apareció en la puerta poco después y Poonja le preguntó la pregunta que había hecho a swamis por todo el país: "¿Puedes mostrarme a Dios, si no, sabes de alguien que pueda?" El sadhu le dijo que había una persona, Ramana Maharshi, que conocía lo que Dios podría mostrar. Finalmente le indicó que Ramana Maharshi se encontraba en Tiruvannamalai, al sur de la India. Cuando tuvo la primera oportunidad, Poonjaji viajó a Tiruvannamalai para encontrarse con el sabio Ramana Maharshi en Ramanashramam, en Arunachala. Esto ocurrió en 1944, cuando Poonja tenía treinta y un años.
Sin embargo, en lugar de dar otra visión de Dios, Ramana lo señaló en la dirección de su propio ser:
“No puedo mostrarle a Dios o permitirle ver a Dios porque Dios no es un objeto que pueda ser visto. Dios es el sujeto. Él es el vidente. No se preocupe por los objetos que se pueden ver. Averigue quién es el vidente.” }}
Poonja bajó la mirada y Ramana se dió cuenta de su espiritualidad, que a su juicio se estaba abriendo. Por otro lado, Poonja no estaba impresionado con el consejo. Poonja continuó su entrega, con muchas visiones de dioses hindúes. Aún no estaba convencido del valor del Advaita Vedanta, filosofía por la que Ramana era conocido. No obstante aun no mostrando interés, despierta en él una cierta atracción. Cuando tuvo una visión de Ramana diciéndole que la devoción de Krishna era la única verdad, Poonja regresó a Ramanasramam y le preguntó a Ramana si de verdad había aparecido ante él. Aunque Ramana no respondió a su pregunta verbalmente, mientras Poonja estaba esperando una respuesta, un grupo de devotos llegó y le dió a Ramana una foto de Krishna. Ramana, mirando a Krishna, lloró de manera que Poonja se convenció a sí mismo de que Ramana era un secreto devoto de Krishna. [cita requerida]

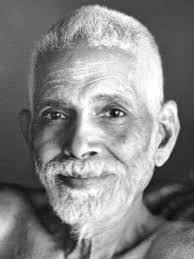
Ramana Maharshi

### Transformación
Se encontró con que ya no podía conseguir ese estado mental para pensar en Dios, hacer japa y otras prácticas espirituales. Le pidió ayuda a Ramana y este le dijo que esto no suponía un problema, que toda su práctica lo había llevado hasta este momento y que podría quedar atrás ahora porque había cumplido su propósito. Al contar Ramana sobre la historia de la búsqueda del Ser; Atman (Hinduismo);

“Luego me miró atentamente. Podía sentir que todo mi cuerpo y mente estaban siendo lavados con oleadas de pureza. Estaban siendo purificados por su mirada silenciosa. Podía sentirlo mirando intensamente a mi Corazón. Bajo esa fascinante mirada sentía que cada átomo de mi cuerpo estaba siendo purificado. Era como si se estuviera creando un nuevo cuerpo para mí. Había un proceso de transformación: el viejo cuerpo estaba muriendo, átomo por átomo, y se estaba creando un nuevo cuerpo en su lugar. Entonces, de repente, lo entendí. Yo sabía que aquel hombre que me había hablado era, en realidad, lo que yo ya era, lo que siempre había sido. Hubo un impacto repentino de reconocimiento como me di cuenta del Ser.” 

Poonja reconoce esto como el mismo estado que experimentó cuando tenía ocho años de edad, pero esta vez fue permanente. 

### Otras enseñanzas
Después de su transformación se quedó en el sur de la India hasta 1947, durante la partición de la India. A pesar del feroz anhelo de Poonjaji de permanecer con su amado, Ramana, este le envió a su antiguo hogar en el Punyab Archivo:Bandera punyab.png (entonces en el nuevo país de Pakistán ) para llevar a su familia a la seguridad de Lucknow, la India. Las últimas palabras de Ramana para él fueron: "Estoy contigo donde quiera que vayas".
Después de esto, Poonjaji conoció a otros dos hombres "que me convencieron de que habían alcanzado la plena y completa realización del Ser." ,}}
En los años siguientes, H.W.L Poonja ganó dinero para apoyar a su familia, reuniéndose con los buscadores y compartiendo satsangs. En 1953 conoció a Henri Le Saux, también conocido como Swami Abhishiktananda , que escribió muchos libros sobre Advaita Vedanta y el cristianismo. Aunque no era discípulo suyo, los dos formaron una amistad espiritual y Swami Abhishiktananda escribió sobre sus reuniones y correspondencias en su diario. A finales de los años 60 H.W.L Poonja formó una nueva familia con su discípulo belga, Ganga Mira, y su hija, Mukti. En 1966 se retiró, pasó mucho tiempo en las estribaciones del Himalaya. 
Posteriormente Poonjaji se instaló en Lucknow, donde recibió a visitantes de todo el mundo. Algunos estudiantes conocidos son Mooji , Gangaji , Arjuna Ardagh , Catherine Ingram, Ganga Mira y Andrew Cohen , que más tarde se distanció de Poonja. David Godman, por ejemplo, se trasladó a Lucknow en 1992, y se quedó con él hasta el año 1997, donde pronto se convirtió en su biógrafo. En los años siguientes editó y publicó una serie de libros sobre él, incluyendo Entrevistas de Papaji, que consistía en una antología de entrevistas, y también Si nada hubiera pasado, una de 1.200 páginas en tres volúmenes de biografía.
Poonjaji murió el 6 de septiembre de 1997.

## La enseñanza a través del silencio
Su enseñanza enfatiza que las palabras sólo pueden apuntar a la verdad última, pero nunca son la verdad última, y que la comprensión intelectual sin realizar directamente de la verdad a través de la propia investigación no es suficiente. Al igual que Sri Ramana, enfatizó que enseñar a través del silencio era más importante que enseñar con palabras.

### El proceso
Poonja menciona varios acontecimientos de su propia vida, que "ilustran, de una manera general, la forma en que el proceso de realización se produce." {{</ref group=web name="TheProcess" />Papaji Biography, The Process</ref>}}
"Debe haber un deseo de Dios, un amor por Él, o un deseo de liberación. Sin eso, nada es posible." 
1. ”Este deseo de Dios o de realización es como una llama interior. Uno tiene que encenderlo y luego el ventilador hasta que se convierte en un voraz incendio que consume otros deseos e intereses de uno.” <ref group name="TheProcess"}}

### Bhakti
1. "Este deseo de Dios o de realización es como una llama interior. Uno tiene que encenderlo y luego ventilarlo hasta que se convierte en un voraz incendio que consume todos los deseos e intereses personales(mente)."

### Liberación
Según Cohen, Poonja "insistió en que la realización del Ser no tenía nada que ver con el comportamiento mundano, y que no creía totalmente, si no que trascendiendo el ego era posible.”  para Poonja, las normas éticas estaban basadas en una comprensión dualista de la dualidad y la noción de un agente individual, y por lo tanto no eran indicativos de "enlightenement no dual: " Por Poonja, el objetivo era la realización del mismo; el reino ilusorio de la realidad relativa, en última instancia irrelevante ".

### Satsangs
- “Despertar y rugido: Satsang Con HWL Poonja” (dos volúmenes), editado por Eli Jaxon-Bear
- “El fuego de la libertad: Satsang con Papaji por David Godman”, publicado por la Fundación Avadhuta.
- “La forma más sencilla por Madhukar”, Ediciones India, 2ª edición, EE.UU. y la India de 2006 (contiene Entrevista con HWL Poonja.)

### Información general de las enseñanzas
- This: Prose and Poetry of Dancing Emptiness
- The Truth Is (la esencia de las enseñanzas de Papaji en forma de diálogos) Editado por Prashanti, publicado por Vidyasagar Publicaciones y Weiserbooks.com

### Entrevistas
- Papaji: Entrevistas (una colección de entrevistas con Poonja) por David Godman, publicado 1993 por la Fundación Avadhuta
- Papaji Entrevistas y Reflexiones (anterior edición india, esencialmente un libro diferente), publicado 1992 por Pragati

### Biografía
- Nothing Ever Happened (A three volume biography). by David Godman, published by Avadhuta Foundation

### Reminiscencias
- Mi Maestro es mi ser, por Andrew Cohen y Murray Feldman, (1989 data sobre su relación con H.W.L.Poonja antes del cisma)